# Gianna Rackow
Gianna Rackow (* 14. September 2000) ist eine deutsche Fußballspielerin, die aktuell für Vorwärts Spoho Köln aktiv ist. Zuvor stand sie bei Bayer 04 Leverkusen und RB Leipzig unter Vertrag.

## Karriere

### Vereine
Rackow begann das Fußballspielen beim VfL Berghausen-Gimborn, wo sie von den Bambini bis zur D-Jugend spielte, bevor sie ein Jahr lang für die C-Jugend des SV Frielingsdorf aktiv war. Danach wechselte sie in die Jugendabteilung von Bayer 04 Leverkusen, mit dessen B-Juniorinnen sie ab der Saison 2014/15 in der B-Juniorinnen-Bundesliga antrat. 2016 gewann sie mit der Mannschaft den Pokal des Fußball-Verbands Mittelrhein; beim 2:1-Finalerfolg gegen den 1. FC Köln erzielte sie beide Treffer. Zur Saison 2016/17 rückte Rackow, obwohl noch für die B-Juniorinnen spielberechtigt, in den Kader der Bundesligamannschaft auf. Nach einem Einsatz in der 1. Runde des DFB-Pokals wurde sie am 4. September 2016 (1. Spieltag) bei der 0:2-Heimniederlage gegen den FF USV Jena in der 71. Minute für Merle Barth eingewechselt und feierte damit ihr Bundesligadebüt. Nach dem Abstieg in die 2. Bundesliga gelang ihr 2018 mit der Mannschaft der direkte Wiederaufstieg, wobei sie in dieser Spielzeit aufgrund eines Kreuzbandrisses nur drei Ligapartien bestreiten konnte.
Zur Saison 2021/22 wurde sie vom Zweitligisten RB Leipzig verpflichtet. Im Spiel gegen die Zweite Mannschaft der TSG Hoffenheim am 2. April 2023 erlitt sie erneut einen Kreuzbandriss, der sie zu einer mehrmonatigen Pause zwang; erst Mitte Februar 2024 gab sie im Bundesligaspiel gegen Eintracht Frankfurt ihr Comeback. Im August 2024 wechselte sie zum Regionalligisten Vorwärts Spoho Köln.

### Nationalmannschaft
Durch gute Leistungen im Turnier um den U-16-Länderpokal, an dem sie mit der Auswahl des Fußball-Verbandes Mittelrhein teilnahm, empfahl sich Rackow für die U-16-Nationalmannschaft. Für diese debütierte sie am 18. November 2015 beim 7:0-Sieg gegen England. 2016 gewann sie mit der Mannschaft das „UEFA-Development-Turnier“ in Portugal und belegte im Juli 2016 Platz zwei im Turnier um den Nordic-Cup. Am 2. Oktober 2016 bestritt sie im Rahmen der Qualifikation für die Europameisterschaft 2017 ihre erste Partie für die U-17-Nationalmannschaft und erzielte beim 6:0-Sieg über die lettische Auswahl ihr erstes Länderspieltor. Auch im Endturnier in Tschechien, das die Mannschaft nach einem Finalerfolg gegen Spanien gewinnen konnte, gehörte sie zum deutschen Aufgebot und kam in sämtlichen fünf Turnierspielen als Einwechselspielerin zum Einsatz, wobei ihr zwei Tore gelangen. Für die U-19-Nationalmannschaft bestritt sie im September 2017 eine Partie im Rahmen der Qualifikation für die Europameisterschaft.

## Erfolge
Nationalmannschaft
- Nordic-Cup: Turnier-Zweiter 2016
- U-17-Europameister: 2017

Vereine
- Bundesligaaufsteiger: 2018 (mit Bayer 04 Leverkusen)
- Meister 2. Bundesliga: 2023 (mit RB Leipzig)